# Степанов, Владимир Тимофеевич (партийный деятель)
Владимир Тимофеевич Степанов (1 марта 1928, с. Серебряное, Тамбовская губерния, РСФСР, СССР — 22 июля 2014, Москва, Россия) — советский государственный и партийный деятель. Первый секретарь Северо-Казахстанского обкома КП Казахстана (1981—1988).

## Биография
Родился в 1928 году в селе Серебряном Ржаксинского района, Тамбовской области, русский.
Член КПСС с 1956 года.
Окончил Белорусскую сельскохозяйственную академию (1950).
Трудовой путь начал в Северо-Казахстанской области. В 1950—1952 гг. — агроном-овощевод совхоза № 1 управления Омской железной дороги Петропавловского района. В 1952—1958 гг. — главный агроном, директор Асановской МТС Петропавловского района. В 1958—1959 гг. — начальник Соколовской районной сельскохозяйственной инспекции. В 1959—1960 гг. — секретарь Конюховского райкома партии. В 1961—1981 гг. — заместитель заведующего, заведующий сельскохозяйственным отделом обкома партии, секретарь обкома партии.
В период с апреля 1981 года по 27 апреля 1988 года был первым секретарём Северо-Казахстанского обкома КП Казахстана. Был членом Центральной ревизионной комиссии, избранной XXVII съездом КПСС.
Также был депутатом Верховного Совета СССР 11-го созыва.
В. Т. Степанов в 2010 году был в числе граждан, поздравивших с 70-летним юбилеем президента Республики Казахстан Н. А. Назарбаева.
Умер 22 июля 2014 года. Похоронен в Москве на Хованском кладбище (участок 11/О).
В казахском городе Петропавловске предложили одну из улиц назвать в честь Владимира Тимофеевича Степанова.

## Награды
- Награждён орденами Ленина, четырьмя орденами Трудового Красного Знамени, орденом Дружбы народов[6], медалями.